# 特伦蒂诺-上阿迪杰大区委员会
特伦蒂诺-上阿迪杰大区委员会（義大利語：Consiglio regionale del Trentino-Alto Adige）是意大利特伦蒂诺-上阿迪杰大区的立法机关，成立于1948年，设于特伦托。委员会实行一院制。有70名委员，由直接选举产生。每届委员会任期5年。现任主席是Roberto Paccher。